# О’Брайен, Роберт Чарльз
Роберт Чарльз О’Брайен (англ. Robert Charles O'Brien; род. 18 июня 1966, Лос-Анджелес, Калифорния, США) — американский юрист и государственный деятель, советник президента США по национальной безопасности (2019—2021).

## Биография
Получил степень бакалавра в Калифорнийском университете в Лос-Анджелесе и степень доктора права — в Школе права Калифорнийского университета в Беркли. Партнёр в лос-анджелесской юридической фирме Larson O’Brien, LLP. В 1987 году, прежде чем окончить университет в Беркли в 1991 году, получил по окончании университета в Лос-Анджелесе грант на продолжение образования в любой точке мира и изучал политологию и государственное управление в университете южноафриканской провинции Фри-Стейт (по собственному утверждению самого О’Брайена — из желания ознакомиться с «самой ненавистной политической системой в мире» — апартеидом). В этот период познакомился в ЮАР со своей будущей женой и выучил африкаанс (по сведениям британской газеты «The Guardian» первый чернокожий студент был допущен к обучению в упомянутом университете только в 1988 году).
В качестве офицера резерва Армии США в 1996—1998 годах сотрудничал с Советом Безопасности ООН, занимаясь многомиллиардными исками против Ирака вследствие его вторжения в Кувейт в 1991 году, за которым последовала первая война в Персидском заливе. В 2005 году ушёл в отставку в звании майора.
С начала 2000-х годов работал в Государственном департаменте США. В период полномочий госсекретарей Кондолизы Райс и Хиллари Клинтон являлся сопредседателем частно-государственного партнёрства для осуществления юридической реформы в Афганистане, в рамках которой проводилось обучение судей, прокуроров и адвокатов. Являлся советником по вопросам внешней политики и национальной безопасности в ходе президентской кампании Митта Ромни в 2012 году и Скотта Уокера — в 2016. В том же 2016 году опубликовал книгу «While America Slept: Restoring American Leadership to a World in Crisis» (Пока Америка спала: Восстановление американского лидерства в кризисном мире), где отстаивал политику поддержания мира посредством силовых операций и критиковал администрацию Барака Обамы за излишнюю склонность к дипломатическим методам решения международных проблем. В мае 2018 года назначен специальным представителем президента США Дональда Трампа по делам заложников.
18 сентября 2019 года назначен советником президента США по национальной безопасности после отставки Джона Болтона.
20 октября 2020 года пригласил Бразилию к участию в лунной программе Artemis.

## Личная жизнь
О’Брайен воспитывался католиком, но в возрасте двадцати с лишним лет принял учение Церкви Иисуса Христа Святых последних дней и после назначения советником по национальной безопасности стал самым высокопоставленным мормоном в политической системе США.